# Charlotte Stewart
Pour les articles homonymes, voir Stewart.
Charlotte Stewart est une actrice américaine, née le 27 février 1941 à Yuba City, en Californie (États-Unis).

## Biographie
Elle vit à Napa en Californie. Elle fut mariée en premières noces à Tim Considine de 1965 à 1972 puis en secondes noces à David Banks jusqu’à sa mort le 29 février 2012 à Napa (Californie) et enfin en troisièmes noces à Michael Santos (2015).
Elle est notamment connue pour avoir joué le rôle de l'institutrice de Walnut Grove, Mademoiselle Beadle, dans la série télévisée La Petite Maison dans la prairie.
Charlotte Stewart prend sa retraite en 2007 et consacre le principal de son temps à confectionner des "Beadle Bag", un sac patchwork qu'elle fait elle-même à la main et à son effigie et celle de la série.
En 2016, il est annoncé que Charlotte reprendra son rôle dans la saison 3 de Twin Peaks, sortant ainsi de sa retraite provisoirement.
Le 7 avril 2016, Charlotte Stewart publie sa biographie intitulée Little House on the Hollywood Hills dans laquelle elle raconte son parcours depuis ses débuts jusqu'à aujourd'hui. Elle raconte dans sa biographie être sortie avec Victor French (Isaïah Edward), Jim Morrison et d'autres chanteurs d'Hollywood au cours des années 70, ainsi que beaucoup d'anecdotes sur le Hollywood des années 70 et aussi sur La Petite Maison dans la prairie, durant les cinq premières années de la série auxquelles elle a participé.

## Filmographie
- 1961 : V.D. : Judy Jackson
- 1965 : Trente minutes de sursis (The Slender Thread) : Telephone operator
- 1967 : La Fille au regard langoureux (en) (The Girl with the Hungry Eyes) : Party girl
- 1967 : Quatre Fiancés pour un mari (Doctor, You've Got to Be Kidding!) : Miss Reynolds
- 1968 : À plein tube (Speedway) : Lori[2]
- 1970 : Attaque au Cheyenne Club (The Cheyenne Social Club) : Mae
- 1970 : Le Virginien (TV) saison 08 épisode 18 : (Train of darkness) : Lottie Haines
- 1971 : Mannix, Saison 5-Episode 07 'La course dans la nuit' (TV) : Barbara
- 1974 - 1978 : La Petite Maison dans la prairie (TV) : Eva Beadle Simms
- 1975 : The Impostor (TV) : Jean Durham
- 1975 : The Nurse Killer (TV) : Suzie
- 1977 : Secrets (TV) : Phyllis Turner
- 1977 : Eraserhead : Mary X
- 1977 : Murder in Peyton Place (TV) : Denise Haley
- 1978 : Ambulances tous risques (Mother, Jugs & Speed) (TV) : Iris
- 1981 : Bitter Harvest (TV) : Mrs. Lazlo
- 1981 : The Princess and the Cabbie (TV) : Nurse
- 1981 : Victor la gaffe (Buddy Buddy) : Nurse
- 1982 : Neil Young: Human Highway : Charlotte Goodnight
- 1984 : Divorce à Hollywood (Irreconcilable Differences) de Charles Shyer : Sally
- 1985 : UFOria : Brother Roy's Girlfriend
- 1985 : Les Feux de l'amour (The Young and the Restless) (série TV) : Tamara
- 1987 : Étalage public (Warm Hearts, Cold Feet) (TV) : Nurse #1
- 1989 : Journey to the Center of the Earth : Mother
- 1990 : Tremors : Nancy Sterngood
- 1990 : Twin Peaks (TV) : Betty Briggs
- 1994 : Dark Angel: The Ascent (vidéo) : Mother Theresa
- 1998 : Les Taudis de Beverly Hills (Slums of Beverly Hills) : Landlady
- 1999 : Desert Son : Audrey
- 2000 : Puppy Love : Edna Luster
- 2005 : Cold Case : Affaires classées - saison 3 épisode 9 : Cindy Balducci
- 2001 : Tremors 3 : Le Retour (vidéo) : Nancy Sterngood
- 2017 : Twin Peaks (saison 3) : Betty Briggs